# Sarah Monahan
Sarah Monahan (* 12. April 1977 in Sydney) ist eine australische ehemalige Schauspielerin.

## Leben
Sarah Monahans Vater war Modedesigner, sie stand schon als kleines Kind für seine Kollektionen Modell. Als sie mit neun Jahren in die australische Sitcom Hey Dad! einstieg, konnte sie auf zahlreiche Werbespots und -fotos zurückblicken. Ihr Vater starb, als sie ein Kind war. Ihre Mutter erlebte sie als distanziert und an ihrer Schauspielarbeit wenig interessiert, so dass sie oft bei den Dreharbeiten zu Hey Dad! alleine gelassen war. Mit der Arbeit an der erfolgreichen Fernsehserie trug Monahan wesentlich zum Haushaltseinkommen bei.
Nach ihrem Ausstieg aus der Serie 1993 reiste Sarah Monahan im Rahmen eines Schüleraustauschprogramms nach Honduras, wo sie die spanische Sprache erlernte. Neben ihrer Tätigkeit als Schauspielerin und Modell arbeitete Monahan auch als Double, Komparsin und Assistentin der Spezialeffekte-Crew, fand aber keine Freude mehr an der Arbeit in der Fernsehbranche und gab sie daher auf.
Seit dem 22. November 2002 ist Monahan mit einem US-Amerikaner verheiratet, mit dem sie in den USA lebt. Im Jahr 2011 verpflichtete sie sich dem Sanitätsdienst der Texanischen Staatsgarde. Mit ihrer Produktionsfirma ShrimpTank Productions arbeitet Monahan im Bereich Soziale Medien, produziert Reise- und Modeformate und ist Podcasterin.

## Sexueller Missbrauch bei Hey Dad!
Im März 2010 gab Monahan ein Interview für die australische Frauenzeitschrift „Woman's Day“. In diesem Interview deutete sie an, von einer Hauptperson der Crew von Hey Dad! sexuell missbraucht worden zu sein. Sie gab zunächst aber nicht an, um wen es sich dabei handelte. Der australische Fernsehsender Channel 7 gab am 23. März 2010 bekannt, dass es sich dabei um den Schauspieler Robert Hughes handelt. Dieser bestritt die Vorwürfe. Gegen Hughes wurde nicht nur von Monahan der Vorwurf gemacht. Simone Buchanan und Ben Oxenbould machten gleich lautende Vorwürfe, bei dem sein Name genannt wurde. Dass es Gerüchte für die Handlungen von Hughes bereits in den 1980er Jahren gab, bestätigten andere ehemalige Stars der Serie. So hat Oxenbould in einem Interview ausgesagt, wie er unangemessene Handlungen an Sarah Monahan beobachtet habe.
Robert Hughes wurde 2014 in Australien wegen sexuellen Missbrauchs Minderjähriger zu 10 Jahren und 9 Monaten Haft verurteilt. Sein Antrag auf vorzeitige Haftentlassung auf Bewährung wurde 2020 abgelehnt. 2022 wurde der Brite Hughes nach acht Jahren auf Bewährung freigelassen und des Landes verwiesen.
Monahan verarbeitete die Missbrauchserfahrung in ihrer 2016 veröffentlichten Autobiografie „Allegedly“.

## Filmografie
- 1986: Sons and Daughters (Fernsehserie, 8 Folgen)
- 1987–1993: Hey Dad! (Hey Dad..!, Fernsehserie, 230 Folgen)
- 1995: Home and Away (Fernsehserie, 3 Folgen)
- 1996: Eine Frau schlägt zurück (Little White Lies)